# Mario Pezzi (presbitero)
Mario Pezzi (Gottolengo, 19 settembre 1942) è un presbitero italiano, responsabile, assieme a Kiko Argüello e María Ascensión Romero, del Cammino neocatecumenale, itinerario di formazione cattolica e di evangelizzazione iniziato dallo stesso Kiko Argüello con Carmen Hernández nel 1964 fra i baraccati di Palomeras Alta a Madrid.

## Biografia
Entra nel seminario dei padri Comboniani a soli nove anni, nel 1951. Viene ordinato presbitero il 19 marzo 1969 per l'Istituto Maschile Missionari Comboniani del Cuore di Gesù.
Conosce il Cammino neocatecumenale nel 1970. Solo un anno più tardi, nel 1971, diventa presbitero dell'Equipe responsabile internazionale del Cammino assieme agli iniziatori Kiko Argüello e Carmen Hernández, sostituendo così don Francesco Cuppini, richiamato dall'allora Arcivescovo di Bologna, Antonio Poma, per essere nominato parroco.
Il 15 ottobre 1992 il Capitolo comboniano lo invita a lasciare l'ordine e viene incardinato nel clero della diocesi di Roma come presbitero itinerante, per dedicarsi a tempo pieno al Cammino Neocatecumenale.